# Maike Hausberger
Maike Johanna Hausberger (* 9. Januar 1995 in Trier) ist eine deutsche Paracyclerin, Paratriathletin und frühere Para-Leichtathletin.

## Sportliche Laufbahn
Maike Hausberger wurde mit einer halbseitigen Lähmung der linken Körperhälfte (Spastische Hemiparese links) geboren. Sie war immer sehr sportlich und zunächst in der Para-Leichtathletik aktiv. 2012 wurde sie Vize-Europameisterin im Weitsprung und in der 4-mal-100-Meter-Staffel, 2014 errang sie Bronze in der Staffel.
Bei den Sommer-Paralympics 2012 in London belegte Hausberger im 400-Meter-Lauf den fünften und im Weitsprung den neunten Platz. Vier Jahre später, bei den Paralympics in Rio de Janeiro, wurde sie im Weitsprung Vierte.
Nach einer langwierigen Verletzung am Sprunggelenk startete Hausberger fortan im Paratriathlon und wurde Dritte bei den Weltmeisterschaften 2017 und Zweite bei den Europameisterschaften im selben Jahr. Nachdem sie erfahren hatte, dass Triathlon bei den Sommer-Paralympics 2020 in Tokio nicht auf dem Programm stehen würde, wechselte sie zum Paracycling. Bei ihrem ersten WM-Start bei den Paracycling-Straßenweltmeisterschaften 2019 im niederländischen Emmen wurde sie Weltmeisterin im Straßenrennen; im Zeitfahren belegte sie Platz vier. Bei den Bahnweltmeisterschaften im Jahr darauf errang sie jeweils Silber in Scratch und Omnium sowie Bronze in der Verfolgung. Bei den Paracycling-Straßenweltmeisterschaften 2021 wurde sie Weltmeisterin im Straßenrennen und errang im Zeitfahren Silber, im Jahr darauf wurde sie im Zeitfahren und im Straßenrennen zweifache Weltmeisterin.
Bei den Sommer-Paralympics 2024 in Paris errang Maike Hausberger eine Bronzemedaille im Zeitfahren in der persönlichen Bestzeit von 38,358 Sekunden. In der Einerverfolgung hatte sie zuvor Platz vier belegt. Wenige Tage später gewann sie im Einzelzeitfahren auf der Straße Gold.

## Ehrungen
2012 wurde Maike Hausberger mit dem Nachwuchsförderpreis des Landessportbundes Rheinland-Pfalz ausgezeichnet. 2024 wurde sie vom Bundespräsidenten mit dem Silbernen Lorbeerblatt ausgezeichnet.

## Erfolge

### Paracycling

#### Straße
2019
- Weltmeisterin – Straßenrennen

2021
- Weltmeisterin – Straßenrennen
- Weltmeisterschaft – Zeitfahren

2022
- Weltmeisterin – Zeitfahren, Straßenrennen

2023
- Weltmeisterin – Zeitfahren
- Weltmeisterschaft – Straßenrennen

2024
- Sommer-Paralympics – Einzelzeitfahren

#### Bahn
2020
- Weltmeisterschaft – Scratch, Omnium
- Weltmeisterschaft – Einerverfolgung

2023
- Weltmeister – Scratch
- Weltmeisterschaft – Zeitfahren, Omnium

2024
- Sommer-Paralympics – Zeitfahren

### Paratriathlon
2017
- – Weltmeisterschaften
- – Europameisterschaften

### Para-Leichtathletik
2012
- Europameisterschaften (T37) – Weitsprung, 4 × 100 m

2014
- Europameisterschaften (T37) – 4 × 100 m